# جيورجي كورال
جيورجي كورال (بالإسبانية: George Corral) (18 يوليو 1990 في المكسيك - ) هو لاعب كرة قدم مكسيكي في مركز الظهير. شارك مع منتخب المكسيك لكرة القدم. أما مع النوادي، فقد لعب مع نادي أمريكا ونادي تشياباس و وClub América Reserves and Academy ‏ ونادي كيريتارو.

## روابط خارجية
- جيورجي كورال على موقع قاعدة بيانات كرة القدم.إي يو (الإنجليزية)
- جيورجي كورال على موقع ناشيونال فوتبول تيمز (الإنجليزية)
- جيورجي كورال على موقع Soccerway.com (الإنجليزية)
- جيورجي كورال على موقع AS.com (الإسبانية)